# Théâtre national de la chanson d’Azerbaïdjan
Le Théâtre national de la chanson d'Azerbaïdjan (azéri : Azərbaycan Dövlət Mahnı Teatrı) nommé d'après Rachid Behboudov est le premier théâtre de chanson dans l'histoire du théâtre azerbaïdjanais.

## Historique
Le Théâtre a été fondé à Bakou en 1968 par Rachid Behbudov, un éminent représentant de l'art vocal, artiste du peuple de l'URSS, et porte actuellement le nom de son créateur.
Aujourd'hui, le répertoire du théâtre comprend des œuvres de compositeurs nationaux tels que Uzeyir Hadjibeyov, Gara Garayev, Fikret Amirov, Djahanguir Djahanguirov, Raouf Hadjiyev, Tofik Kouliyev, Polad Bulbuloghlu, Ramiz Mirichli, Faïk Soudjaddinov, Azer Dadashov et d'autres. Le style d'interprétation traditionnel unique du chanteur Rachid Behbudov est toujours préservé dans l'interprétation des chansons folkloriques, des mughams qui constituent la base du répertoire.
Les artistes populaires tels que Zaur Rzayev, Natavan Cheykhova, Mubariz Taghiyev, Elkhan Ahadzade, Azer Zeynalov, Zohra Abdullayeva, Aybeniz Hashimova ont travaillé dans ce théâtre.
Le Théâtre national de la chanson d'Azerbaïdjan, s'est produit dans de nombreux pays étrangers, notamment aux États-Unis, en France, en Suède, en Suisse, en Inde, au Pakistan, en Allemagne, en Turquie, dans la fédération de Russie et d’autres est bien accueilli par le public. Le collectif créatif a participé au programme de concerts lors de l'ouverture de l'Exposition universelle de 2000 à Hanovre, en Turquie, à Moscou, Strasbourg, Autriche en 2001-2002, aux « Journées de la culture d'Azerbaïdjan » en Allemagne en 2003, en 2004. En 2005, il a représenté la culture azerbaïdjanaise aux « célébrations de Nowruz » à Ekaterinbourg, aux « Journées de la culture azerbaïdjanaise » à Vienne, en Autriche, et au festival international de musique à Chisinau, en Moldavie.